# Constanze von Bullion

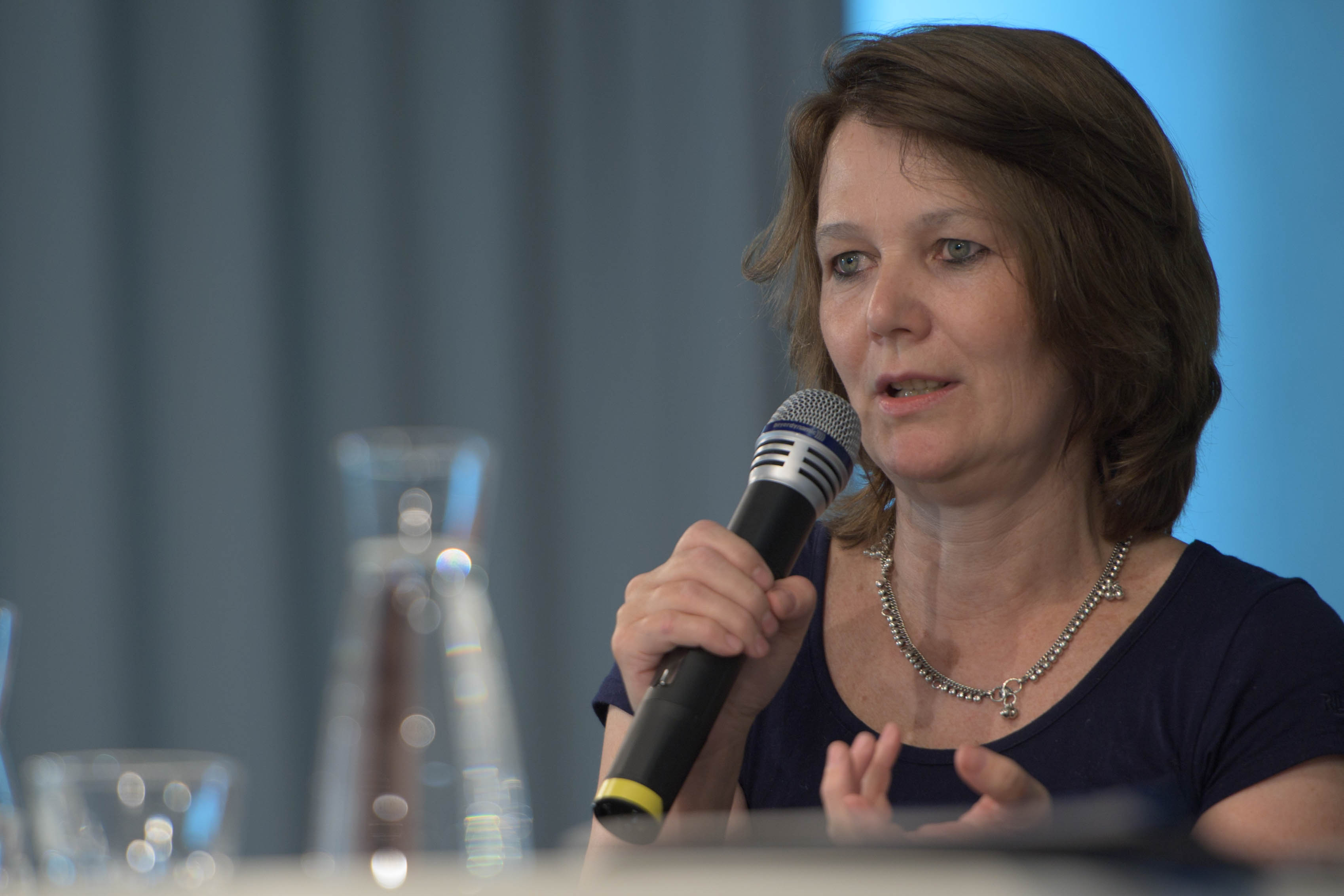
Constanze von Bullion 2019

Constanze von Bullion (* 1964 in München) ist eine deutsche Journalistin. Sie schreibt vor allem politische Reportagen.
Constanze von Bullion studierte Geschichtswissenschaft. Sie war als freie Autorin und Reporterin für verschiedene Tageszeitungen tätig, darunter für die TAZ und den Tagesspiegel. Seit 1999 arbeitet sie für die Süddeutsche Zeitung, zunächst (bis 2014) als Korrespondentin für Berlin und Brandenburg, derzeit im Parlamentsbüro in Berlin.

## Auszeichnungen und Nominierungen
- 2000: Emma-Journalistinnen-Preis für die Reportage „Feen und Springerstiefel“ über Mädchen in der rechtsextremistischen Szene, erschienen in der Süddeutschen Zeitung.
- 2008: Nominierung für den Egon-Erwin-Kisch-Preis für die Reportage „Im Zweifel allein“[3], erschienen in der Süddeutschen Zeitung am 22. September 2008.
- 2011: Nominierung für den Egon-Erwin-Kisch-Preis für die Reportage „Eine Familie in Deutschland“,[4] erschienen in der Süddeutschen Zeitung, 26. März 2010.
- 2012: Nominierung für den Deutschen Reporterpreis in der Rubrik Beste politische Reportage für „Das konnte ja keiner ahnen“[5], erschienen in der Süddeutschen Zeitung am 10. Oktober 2011.
- 2022: Medienpreis Parlament 2022 des Deutschen Bundestages für den zusammen mit Karoline Meta Beisel, Lara Fritzsche und Nicola Meier verfassten Artikel „Handy-Jahre einer Kanzlerin“[6], erschienen im Süddeutsche Zeitung Magazin vom 2. September 2021.[7]

## Buchbeiträge
- Funkwerk Köpenick schaltet nicht, in: Helmut Ortner  (Hrsg.): Hitlers Schatten. Deutsche Reportagen, Nomen, aktualisierte Neuausgabe Frankfurt 2006, ISBN 978-3-9809981-8-5, S. 171 ff.
- Am warmen Ofen der Völkerfreundschaft, in: Deutschlandstiftung Integration (Hrsg.): Sarrazin: Eine deutsche Debatte. Piper, München Zürich 2010, ISBN 978-3-492-05464-5, S. 14 ff.